# Fed Cup 2010
La Fed Cup 2010 è stata la 48ª edizione del più importante torneo tennistico per nazionali femminili. Hanno partecipato alla competizione 80 nazionali, cinque in più rispetto all'edizione precedente. Il torneo è stato vinto per la terza volta dall'Italia, nonché per la seconda volta consecutiva in finale contro gli Stati Uniti.

## Gruppo Mondiale
| Partecipanti | Partecipanti | Partecipanti | Partecipanti |
| Rep. Ceca    | Francia      | Germania     | Italia       |
| Russia       | Serbia       | Stati Uniti  | Ucraina      |
| ------------ | ------------ | ------------ | ------------ |

### Tabellone
|  | Quarti di finale | Quarti di finale | Quarti di finale |             |        | Semifinali | Semifinali | Semifinali |  |  | Finale | Finale | Finale |  |
|  |                  |                  |                  |             |        |            |            |            |  |  |        |        |        |  |
|  |                  | Ucraina          | 1                |             |        |            |            |            |  |  |        |        |        |  |
|  |                  | Ucraina          | 1                |             |        |            |            |            |  |  |        |        |        |  |
|  | 1                | Italia           | 4                |             |        |            |            |            |  |  |        |        |        |  |
|  | 1                | Italia           | 4                |             | Italia | Italia     | 5          |            |  |  |        |        |        |  |
|  |                  |                  |                  |             | Italia | Italia     | 5          |            |  |  |        |        |        |  |
|  |                  |                  | Rep. Ceca        | Rep. Ceca   | 0      |            |            |            |  |  |        |        |        |  |
|  | 4                | Rep. Ceca        | Rep. Ceca        | Rep. Ceca   | 0      | 3          |            |            |  |  |        |        |        |  |
|  | 4                | Rep. Ceca        |                  |             |        |            |            |            |  |  |        |        |        |  |
|  |                  | Germania         | 2                |             |        |            |            |            |  |  |        |        |        |  |
|  |                  | Germania         | 2                | Italia      | Italia | 3          |            |            |  |  |        |        |        |  |
|  |                  |                  |                  |             |        |            |            |            |  |  |        |        |        |  |
|  |                  |                  | Stati Uniti      | Stati Uniti | 1      |            |            |            |  |  |        |        |        |  |
|  |                  | Serbia           | Stati Uniti      | Stati Uniti | 1      | 2          |            |            |  |  |        |        |        |  |
|  |                  |                  |                  |             |        | 2          |            |            |  |  |        |        |        |  |
|  | 3                | Russia           | 3                |             |        |            |            |            |  |  |        |        |        |  |
|  | 3                | Russia           | 3                |             | Russia | Russia     | 2          |            |  |  |        |        |        |  |
|  |                  |                  |                  |             | Russia | Russia     | 2          |            |  |  |        |        |        |  |
|  |                  |                  | Stati Uniti      | Stati Uniti | 3      |            |            |            |  |  |        |        |        |  |
|  |                  | Francia          | Stati Uniti      | Stati Uniti | 3      | 1          |            |            |  |  |        |        |        |  |
|  |                  |                  |                  |             |        | 1          |            |            |  |  |        |        |        |  |
|  | 2                | Stati Uniti      | 4                |             |        |            |            |            |  |  |        |        |        |  |

Le perdenti del primo turno accedono ai Play-off con i vincitori del World Group II.

## Spareggi Gruppo Mondiale
Le 4 squadre sconfitte nel primo turno del World Group (Ucraina, Germania, Serbia, Francia) e le 4 squadre vincitrici del World Group II (Australia, Belgio, Estonia, Slovacchia) partecipano ai World Group Play-offs. Le 4 squadre vincenti dei play-offs avranno il diritto a partecipare al Gruppo Mondiale del prossimo anno insieme alle 4 squadre vincitrici del primo turno del World Group (Italia, Repubblica Ceca, Russia, Stati Uniti).
data: 24-25 aprile
| Sede                           | Squadra #1 | Punteggio | Squadra #2 |
| ------------------------------ | ---------- | --------- | ---------- |
| Hasselt, Belgio                | Belgio     | 3-2       | Estonia    |
| Charkiv, Ucraina               | Ucraina    | 0-5       | Australia  |
| Francoforte sul Meno, Germania | Germania   | 2-3       | Francia    |
| Belgrado, Serbia               | Serbia     | 2-3       | Slovacchia |

## World Group II
data: 6-7 febbraio
| impianto (superficie)                   | Squadra #1 | Punteggio | Squadra #2    |
| --------------------------------------- | ---------- | --------- | ------------- |
| Adelaide, Australia (cemento outdoor)   | Australia  | 3–2       | Spagna (1)    |
| Bydgoszcz, Polonia (erba indoor)        | Polonia    | 2-3       | Belgio (3)    |
| Tallinn, Estonia (cemento indoor)       | Estonia    | 4–1       | Argentina (4) |
| Bratislava, Slovacchia (cemento indoor) | Slovacchia | 3-2       | Cina (2)      |

## World Group II Play-offs
Le 4 squadre sconfitte nel World Group II disputeranno i play-off contro le 4 squadre qualificate dai rispettivi gruppi zonali. Le vincitrici saranno incluse nel World Group II della prossima edizione.
data: 24-25 aprile
| impianto (superficie) | Squadra #1 | Punteggio | Squadra #2 |
| --------------------- | ---------- | --------- | ---------- |
| Polonia               | Polonia    | 1-4       | Spagna     |
| Svezia                | Svezia     | 3-2       | Cina       |
| Canada                | Canada     | 5-0       | Argentina  |
| Slovenia              | Slovenia   | 4-1       | Giappone   |

## Zona Americana

### Gruppo I
Impianto: Yacht y Golf Club Paraguayo, Lambaré, Paraguay
Squadre
|  |    | Classifica finale |
|  | -- | ----------------- |
|  | 1. | Canada            |
|  | 2. | Colombia          |
|  | 3. | Paraguay          |
|  | 4. | Brasile           |
|  | 5. | Cile              |
|  | 6. | Bolivia           |
|  | 7. | Porto Rico        |
|  | 8. | Cuba              |

### Gruppo II
Impianto: National Tenis Club, Guayaquil, Ecuador.

Giamaica e Honduras ritirate prima della composizione dei gironi.
Squadre
|  |     | Classifica finale |
|  | --- | ----------------- |
|  | 1.  | Perù              |
|  | 2.  | Messico           |
|  | 3.  | Ecuador           |
|  | 4.  | Bahamas           |
|  | 5.  | Guatemala         |
|  | 6.  | Costa Rica        |
|  | 7.  | Trinidad e Tobago |
|  | 8.  | Bermuda           |
|  | 9.  | Panama            |
|  | 10. | Rep. Dominicana   |

## Zona Asia/Oceania

### Gruppo I
Impianto: National Tennis Centre, Kuala Lumpur, Malaysia
Squadre
|  |    | Classifica finale |
|  | -- | ----------------- |
|  | 1. | Giappone          |
|  | 2. | Taipei cinese     |
|  | 3. | Kazakistan        |
|  | 4. | Corea del Sud     |
|  | 5. | Nuova Zelanda     |
|  | 6. | Thailandia        |
|  | 7. | Uzbekistan        |
|  | 8. | Indonesia         |

### Gruppo II
Impianto: National Tennis Centre, Kuala Lumpur, Malaysia
Squadre
|  |    | Classifica finale |
|  | -- | ----------------- |
|  | 1. | India             |
|  | 2. | Kirghizistan      |
|  | 3. | Hong Kong         |
|  | 4. | Malaysia          |
|  | 5. | Singapore         |
|  | 6. | Filippine         |
|  | 7. | Siria             |

## Zona Euro-Africana

### Gruppo I
Impianto: Complexo de Tenis do Jamor, Cruz Quebrada, Portogallo
Squadre
|  |     | Classifica finale               |
|  | --- | ------------------------------- |
|  | 1.  | Svezia Slovenia                 |
|  | 3.  | Austria Svizzera                |
|  | 5.  | Paesi Bassi Romania             |
|  | 7.  | Regno Unito Ungheria            |
|  | 9.  | Bielorussia Israele             |
|  | 11. | Danimarca Croazia               |
|  | 13. | Lettonia Bulgaria               |
|  | 15. | Portogallo Bosnia ed Erzegovina |

### Gruppo II
Impianto: Orange Fitness & Tennis Club, Erevan, Armenia
Squadre
|  |    | Classifica finale |
|  | -- | ----------------- |
|  | 1. | Grecia            |
|  | 2. | Lussemburgo       |
|  | 3. | Finlandia         |
|  | 4. | Georgia           |
|  | 5. | Liechtenstein     |
|  | 6. | Armenia           |
|  | 7. | Sudafrica         |
|  | 8. | Norvegia          |

### Gruppo III
Impianto: Smash Tennis Academy, Il Cairo, Egitto

Angola, Islanda e Namibia ritirate prima della composizione dei gironi.
Squadre
|  |    | Classifica finale |
|  | -- | ----------------- |
|  | 1. | Marocco Turchia   |
|  | 3. | Algeria Egitto    |
|  | 5. | Irlanda           |
|  | 6. | Moldavia          |
|  | 7. | Malta             |